# 刘晓宁
刘晓宁（1975年7月14日—），山东青岛人，中国排球运动员。1995年加入中国国家队，1996年夏季奥林匹克运动会中参加女子排球比赛并获得银牌。

## 履历
- 1987年入选南京军区政治部女子排球队，任主力副攻手，队长。[2]
- 1996年1月，入选国家女排集训队。
- 2000年，河北女排。
- 2001年，临时转会云南红河女排。[3]
- 随着“副攻”位置的高大化，2001年落选新一届中国女排集训队，随后选择退役。[4]
- 退役后任南京军区青年女排主教练，2008年任南京军区女排领队、教练。[2]

## 荣誉
- 1994年，入选国家青年队，获第七届亚洲青年女排锦标赛冠军。[2]
- 1995年，第八届世界青年女排锦标赛冠军，同年入选国家女子排球队。[2]
- 1995年、1996年代表八一女排参加第七、八届亚洲俱乐部杯女排比赛，获冠军，并获最佳拦网奖和最佳运动员。[2]
- 1996年8月，国家体委授予体育运动一级奖章。[3]
- 1996年，世界女排超级挑战赛冠军。[3]
- 1996年，亚特兰大奥运会女排亚军。[3]
- 1997年，代表解放军队获八运会亚军。[3]

## 家庭
- 妹妹刘晓佳也是一名女子排球运动员，同在“南部女排”、副攻位置。[4]